# Anna Maria del Liechtenstein
Anna Maria del Liechtenstein (nome completo in tedesco Anna Maria Antonie, indicata anche come Maria Anna Josepha; 11 settembre o 21 ottobre 1699 – Vienna, 20 gennaio 1753) è stata principessa consorte del Liechtenstein dal 1748 al 1753, come moglie di Giuseppe Venceslao I.

## Biografia

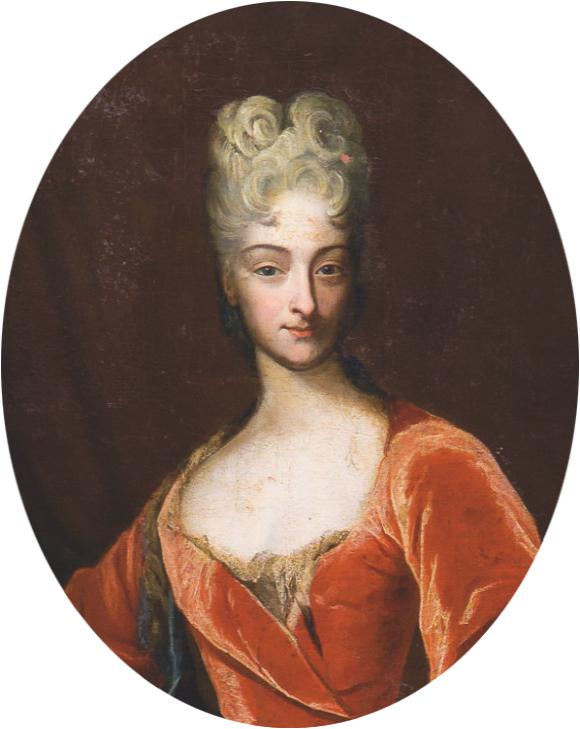

La principessa Anna Maria nacque come tredicesima figlia del principe Antonio Floriano e della contessa Eleonora Barbara di Thun-Hohenstein, nel 1699.
Il 9 settembre 1716 sposò Johann Ernst von Thun-Hohenstein (1694-1717), figlio di Maximilian Johann (1638-1701), un fratellastro di suo nonno materno, e di Maria Adelheid von Preysing.
Rimasta vedova dopo sei mesi di matrimonio, il 19 aprile (o il 1⁰ maggio) del 1718 sposò a Lanzendorf il cugino di primo grado Giuseppe Venceslao, facendo così parte delle trattative di riconciliazione tra il principe e il proprio padre.
Fu conosciuta per la sua devozione e per i suoi atti di carità. Morì dopo una lunga malattia a Vienna a 53 anni e, come sua madre, venne tumulata nella Chiesa Paolina, la cui cripta fu chiusa a inizio Ottocento. Entrambe le tombe sono andate perdute.

## Discendenza

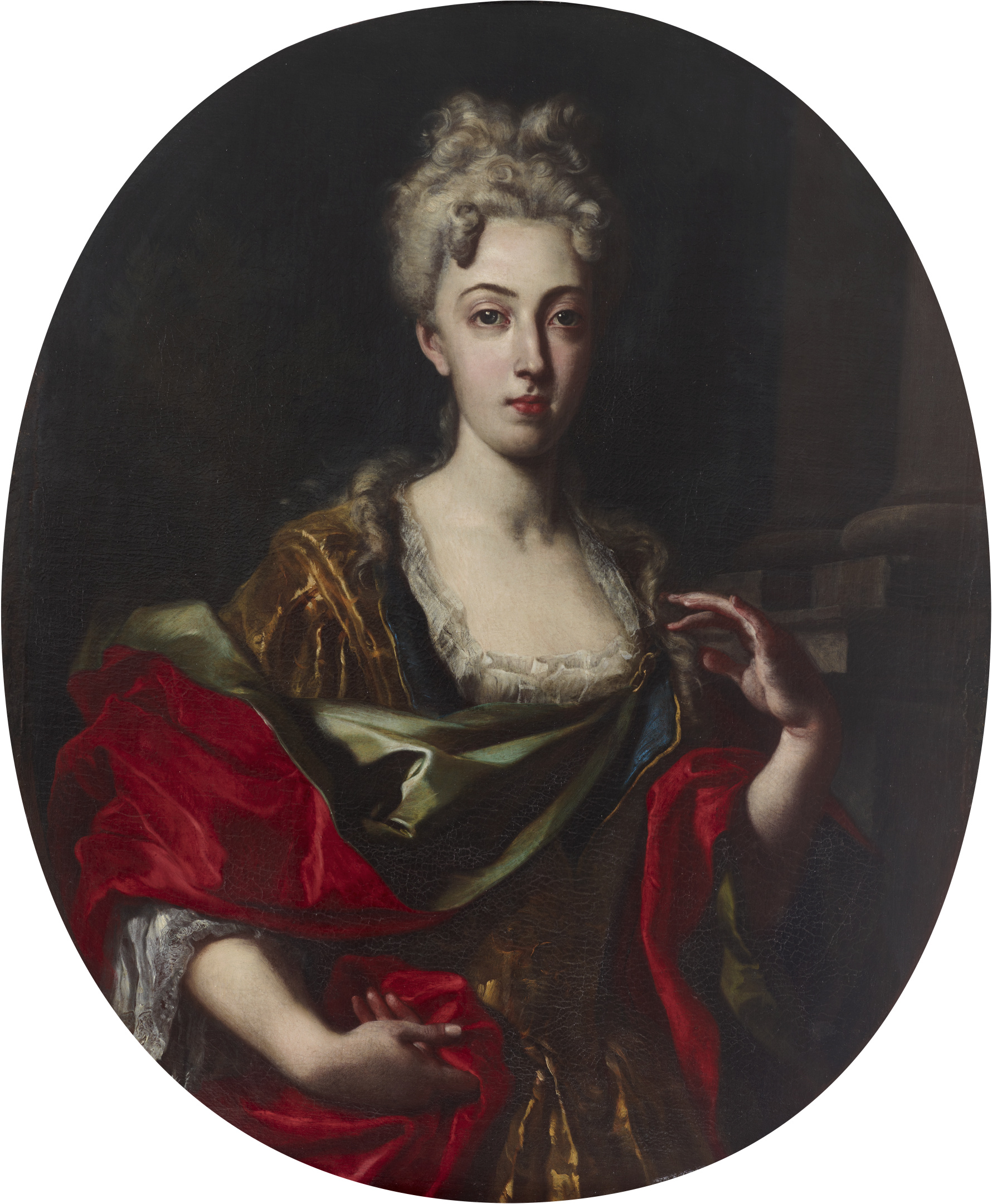
Anna Maria ritratta da Francesco Solimena, 1730 ca., Liechtenstein Museum

Anna Maria del Liechtenstein e il secondo marito Giuseppe Venceslao del Liechtenstein ebbero un figlio:
- Principe Filippo Antonio Saverio Giuseppe Osvaldo (6 agosto 1719 - 14 aprile 1723);[1][10][11]

Secondo le tabelle di Cohn ebbero quattro figli:
- Principe Filippo Antonio (1720 - 15 aprile 1723);
- Principe Filippo Ernesto (10 dicembre 1722 - 12 aprile 1723);
- Principessa Maria Elisabetta (1724);
- Principessa Maria Alessandra (1727).

## Ascendenza
|                                          |                                    |                                                | Genitori                                       |  |  | Nonni |  |  | Bisnonni                    |  |  | Trisnonni                     |  |
|                                          |                                    |                                                |                                                |  |  |       |  |  | Gundacaro del Liechtenstein |  |  | Hartmann II del Liechtenstein |  |
|                                          |                                    |                                                |                                                |  |  |       |  |  | Gundacaro del Liechtenstein |  |  | Hartmann II del Liechtenstein |  |
|                                          |                                    | Anna Maria von Ortenburg                       |                                                |  |  |       |  |  | Gundacaro del Liechtenstein |  |  |                               |  |
| Hartmann III del Liechtenstein           |                                    |                                                |                                                |  |  |       |  |  | Gundacaro del Liechtenstein |  |  |                               |  |
|                                          |                                    | Agnese della Frisia orientale                  | Enno III della Frisia orientale                |  |  |       |  |  |                             |  |  |                               |  |
|                                          |                                    | Agnese della Frisia orientale                  | Enno III della Frisia orientale                |  |  |       |  |  |                             |  |  |                               |  |
|                                          |                                    | Agnese della Frisia orientale                  | Valpurga di Rietberg                           |  |  |       |  |  |                             |  |  |                               |  |
| Antonio Floriano del Liechtenstein       |                                    | Agnese della Frisia orientale                  |                                                |  |  |       |  |  |                             |  |  |                               |  |
|                                          |                                    | Ernst Friedrich Altgraf zu Salm-Reifferscheidt | Ernst Friedrich Altgraf zu Salm-Reifferscheidt |  |  |       |  |  |                             |  |  |                               |  |
|                                          |                                    | Ernst Friedrich Altgraf zu Salm-Reifferscheidt | Ernst Friedrich Altgraf zu Salm-Reifferscheidt |  |  |       |  |  |                             |  |  |                               |  |
|                                          |                                    | Ernst Friedrich Altgraf zu Salm-Reifferscheidt | Ursula von Fleckenstein                        |  |  |       |  |  |                             |  |  |                               |  |
| Sidonie Elisabeth zu Salm-Reifferscheidt |                                    | Ernst Friedrich Altgraf zu Salm-Reifferscheidt |                                                |  |  |       |  |  |                             |  |  |                               |  |
|                                          |                                    | Maria Ursula zu Leiningen-Dagsburg-Falkenburg  | Werner zu Salm-Reifferscheidt                  |  |  |       |  |  |                             |  |  |                               |  |
|                                          |                                    | Maria Ursula zu Leiningen-Dagsburg-Falkenburg  | Werner zu Salm-Reifferscheidt                  |  |  |       |  |  |                             |  |  |                               |  |
|                                          |                                    | Maria Ursula zu Leiningen-Dagsburg-Falkenburg  | Anna Maria von Limburg-Stirum                  |  |  |       |  |  |                             |  |  |                               |  |
| Anna Maria del Liechtenstein             |                                    | Maria Ursula zu Leiningen-Dagsburg-Falkenburg  |                                                |  |  |       |  |  |                             |  |  |                               |  |
|                                          | Johann Sigmund von Thun-Hohenstein | Johann Cyprian von Thun-Hohenstein             |                                                |  |  |       |  |  |                             |  |  |                               |  |
|                                          | Johann Sigmund von Thun-Hohenstein | Johann Cyprian von Thun-Hohenstein             |                                                |  |  |       |  |  |                             |  |  |                               |  |
|                                          | Johann Sigmund von Thun-Hohenstein | Anna Maria von Preysing                        |                                                |  |  |       |  |  |                             |  |  |                               |  |
| Michael Oswald von Thun-Hohenstein       | Johann Sigmund von Thun-Hohenstein |                                                |                                                |  |  |       |  |  |                             |  |  |                               |  |
|                                          |                                    | Anna Margaretha von Wolkenstein-Trostburg      | Marcus Oswald von Wolkenstein                  |  |  |       |  |  |                             |  |  |                               |  |
|                                          |                                    | Anna Margaretha von Wolkenstein-Trostburg      | Marcus Oswald von Wolkenstein                  |  |  |       |  |  |                             |  |  |                               |  |
|                                          |                                    | Anna Margaretha von Wolkenstein-Trostburg      | Anna Maria Khuen von Belasi                    |  |  |       |  |  |                             |  |  |                               |  |
| Eleonora Barbara di Thun-Hohenstein      |                                    | Anna Margaretha von Wolkenstein-Trostburg      |                                                |  |  |       |  |  |                             |  |  |                               |  |
|                                          |                                    | Christoph von Lodron                           | Nicolò Lodron                                  |  |  |       |  |  |                             |  |  |                               |  |
|                                          |                                    | Christoph von Lodron                           | Nicolò Lodron                                  |  |  |       |  |  |                             |  |  |                               |  |
|                                          |                                    | Christoph von Lodron                           | Dorothea von Welsperg                          |  |  |       |  |  |                             |  |  |                               |  |
| Elisabeth von Lodron                     |                                    | Christoph von Lodron                           |                                                |  |  |       |  |  |                             |  |  |                               |  |
|                                          |                                    | Katharina zu Spaur und Flavon                  | Anton zu Spaur und Flavon                      |  |  |       |  |  |                             |  |  |                               |  |
|                                          |                                    | Katharina zu Spaur und Flavon                  | Anton zu Spaur und Flavon                      |  |  |       |  |  |                             |  |  |                               |  |
|                                          |                                    | Katharina zu Spaur und Flavon                  | Emerentia von Preysing                         |  |  |       |  |  |                             |  |  |                               |  |
|                                          |                                    | Katharina zu Spaur und Flavon                  |                                                |  |  |       |  |  |                             |  |  |                               |  |